# Zamek w Ełku
Zamek w Ełku – zamek krzyżacki mieszczący się w Ełku na półwyspie (w przeszłości wyspie) Jeziora Ełckiego przy ul. Zamkowej.
Teren zamku jest pod opieką Konserwatora Zabytków oraz wpisany do rejestru zabytków.

## Historia
W źródłach XVI- i XVII-wiecznych pierwszy gród na wyspie datowany jest na 1273 r. Badania archeologiczne nie natrafiły jednak na jego ślady. Wzmianki historyczne wymieniają w 1390 r. obwałowania w Ełku wzniesione dla Krzyżaków przez wielkiego księcia litewskiego Witolda. W kronice Jana z Posilge zapisano, że w 1398 r. Ulryk von Jungingen, ówczesny komtur Bałgi, a późniejszy wielki mistrz krzyżacki, budował „dom na Ełku”, czyli wznosił zamek na wyspie jeziora. O zakończeniu budowy mówi ponowna wzmianka z tej kroniki zapisana pod rokiem 1408, kiedy komturem był już Jan von Seyn(Johann von Sayn).

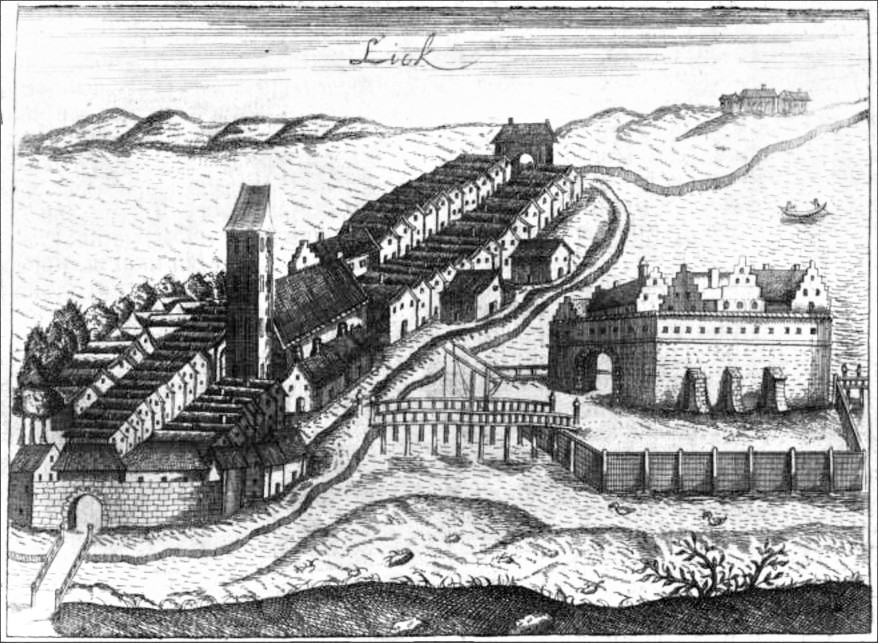
Ełk - widok miasta i zamku na rycinie z 1684 r. z „Altes und Neues Preussen...” Ch. Hartknocha

Początkowo zamek miał formę pojedynczego budynku murowanego, prostokątnej wieży otoczonej szeroką fosą, wzniesionej na wyspie na jeziorze Ełckim. Wyspę łączyły z lądem drewniane mosty od wschodu i zachodu, które utrzymywać mieli mieszkańcy osady Ełk (Lyck), jak to zostało zapisane w akcie lokacyjnym wsi z 1425 r. Zamek miał dobre położenie. Położenie na wyspie wzmacniało obronność, a jednocześnie pozwalało kontrolować przeprawę (wcześniej bród) przez jezioro. Przede wszystkim jednak organizował akcję kolonizacyjną puszczy na okrajach państwa zakonnego, sankcjonując jednocześnie jego zasięg terytorialny. W 1422 Polska, Litwa i państwo krzyżackie podpisały pokój mełneński, ustalający granice polsko-krzyżacką i litewsko-krzyżacką. Potwierdzono status Ełku jako przygranicznej miejscowości, efektem czego wzrosło strategiczne znaczenie zamku, choć nie przełożyło się to na jego szybką rozbudowę. Zamek zabezpieczał przede wszystkim aparat administracji państwa zakonnego - w zamku mieszkał prokurator, czyli urzędnik zakonny podległy komturowi, sprawujący sądy, zbierający czynsze i daniny. Jak można sądzić była to główna funkcja warowni, gdyż nie posiadała ona dużego potencjału obronnego. Inwentarz zamku z 1420 r. dowodzi, że na zamku znajdowało się wyposażenie i uzbrojenie tylko dla kilku ludzi, w tym jedyne dwa konie prokuratora Angloffa.

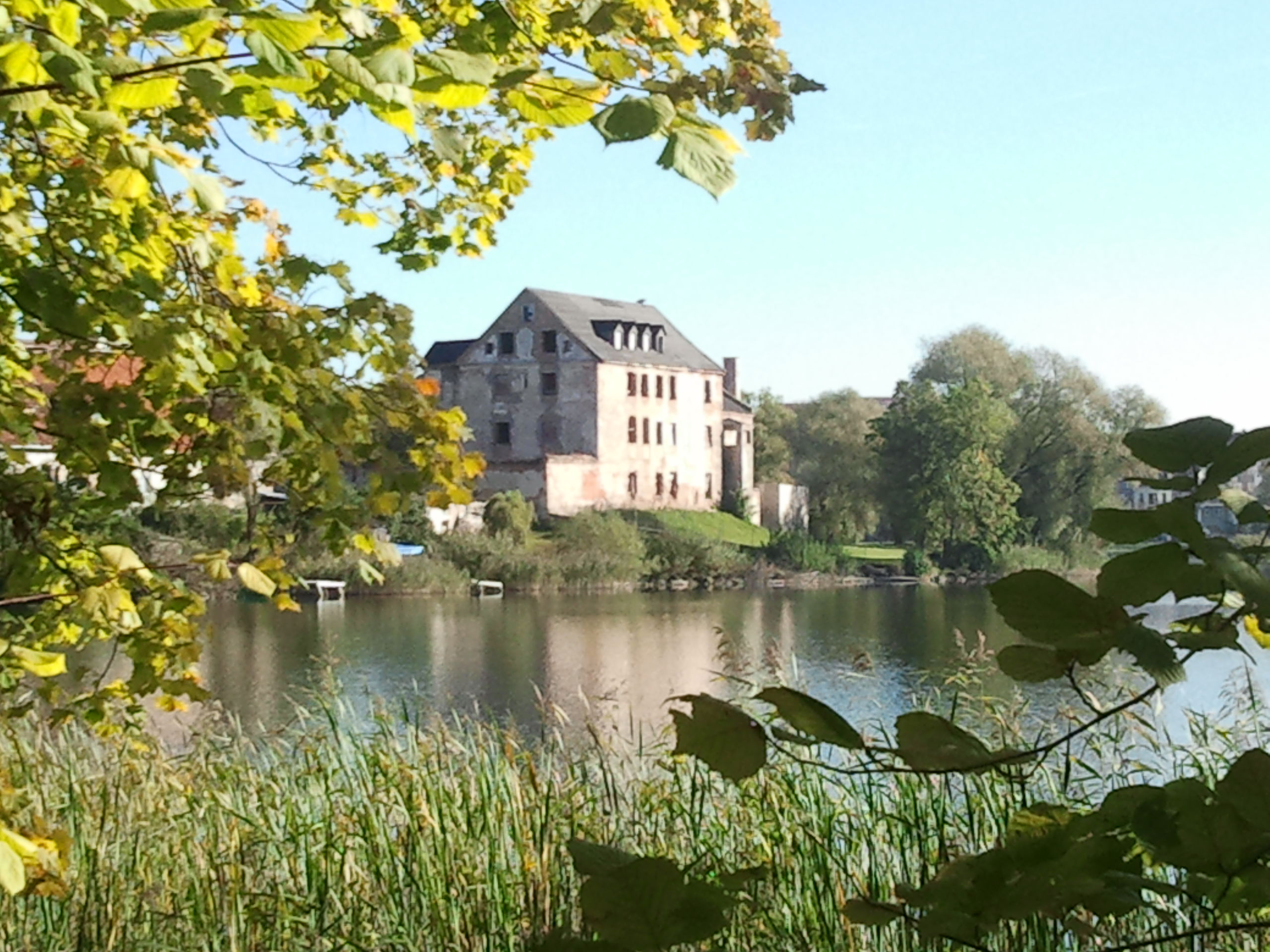
Widok zamku w Ełku z zachodniego brzegu jeziora

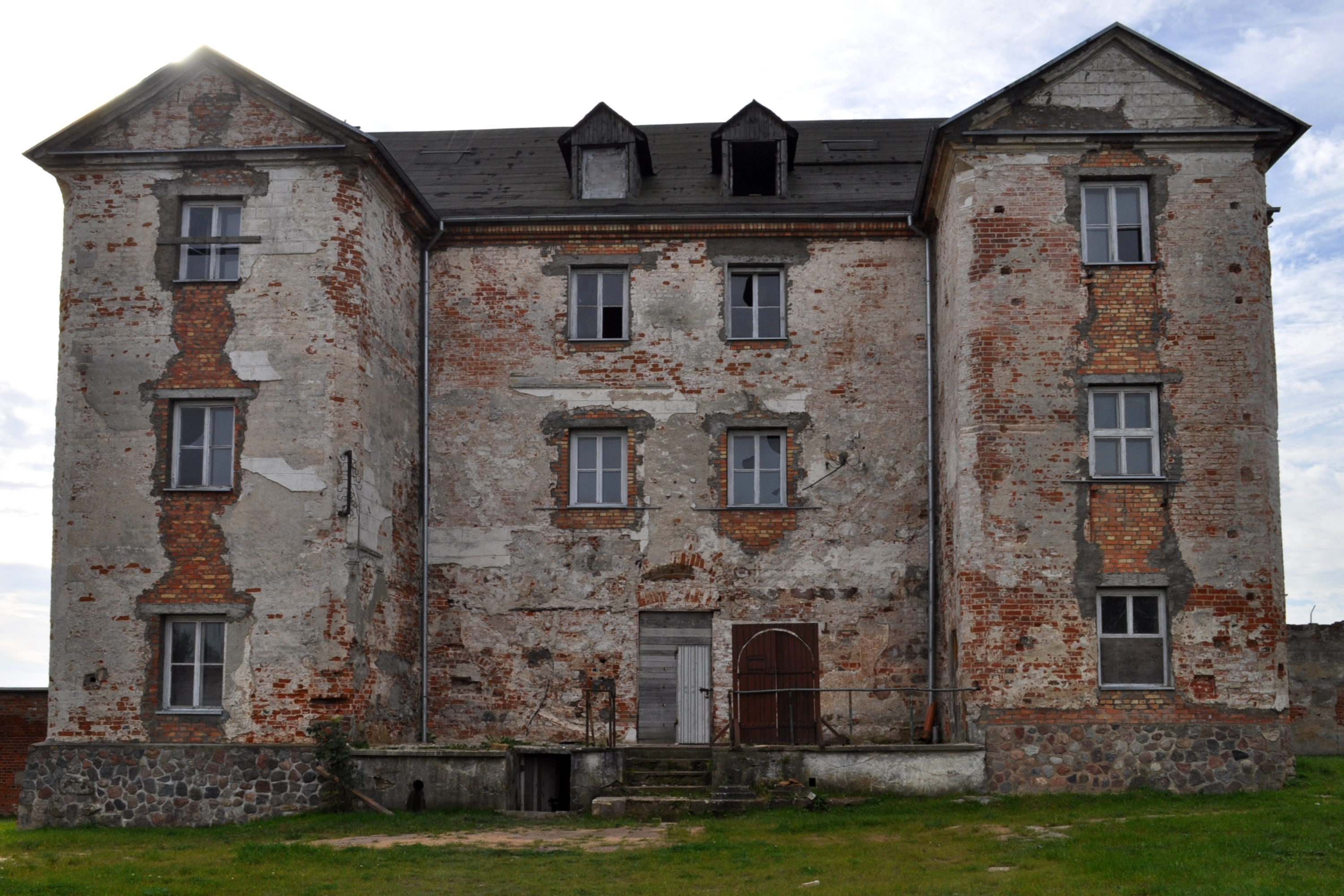
Front zamku

Zamek i miasto zostały zniszczone podczas wojny trzynastoletniej. Mieszkańcy Ełku opowiedzieli się po stronie Związku Pruskiego i w 1455 r. wystąpili przeciwko krzyżackiej załodze. Zamek zdobyto i spalono, a garnizon wycięto (oszczędzono jedynie braci zakonnych). Warownia przechodziła z rąk do rąk. W 1456 r. do zamku powróciła załoga krzyżacka, w 1459 polskie wojska zaciężne wygnały Krzyżaków, ale w 1462 r. zamek znowu jest we władaniu załogi zakonnej. Po pokoju toruńskim (1466) Ełk pozostał w granicach państwa krzyżackiego. Krzyżacy kontynuowali akcję kolonizacyjną, która jednak nie postępowała szybko. W XV w. wokół Ełku powstało wiele nowych wsi. Mimo to rozwój głównego ośrodka przebiegał powoli, a czasem się załamywał, bo jeszcze w 1483 i 1511 r. Ełk nazywany był „lichą wioszczyną”, choć posiadał pieczęć miejską.

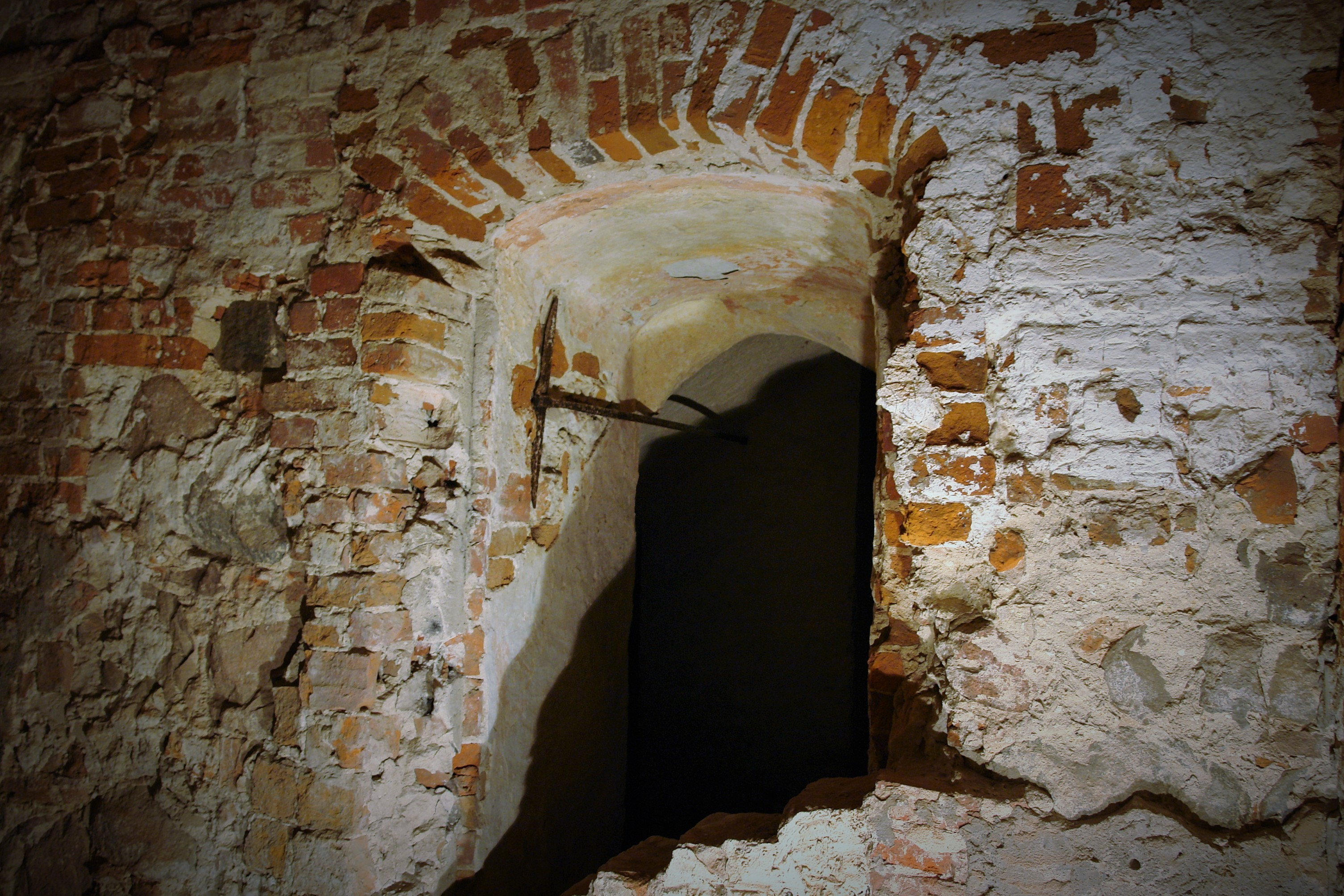
Zamek w Ełku - wnętrza zamku, dawne wejście na parter zamku

Po zniszczeniach wojennych zamek został szybko odbudowany i rozbudowany. Obu mostów prowadzących na wyspę strzegły ceglane wieże obronne oraz kilka rzędów palisad i ostrokołów. Prawdopodobnie wówczas powstało obronne podzamcze położone na wschód od głównego budynku zamkowego. Posiadało ono fortyfikacje drewniane - palisady - oraz zabudowania złożone z dużego budynku ceglanego i mniejszych drewnianych. Ostatnie badania archeologiczne odsłoniły zachowane fragmenty palisad dębowych chroniących dostępu do wyspy oraz otaczające podzamcze. Na podzamczu dokonano odkrycia budynku drewnianego o posadzce wyłożonej ściśle ułożonymi przy sobie kaflami garnczkowymi. Główny budynek zamkowy został wyremontowany, a być może także podwyższony. Skuteczność nowych fortyfikacji zweryfikowała wojna polsko-krzyżacka (1519-1521). W 1520 r. wojska mazowieckie dwa razy szturmowały zamek w marcu, a od połowy czerwca do 7 lipca był również nieskutecznie oblegany. W 1541 r. na zamku gościł książę Albrecht Hohenzollern (1490–1568) w związku ze sporem granicznym jaki toczył wówczas z Polską. Z tego czasu pochodzi najstarszy widok zamku i miasta przedstawiony na mapie granicznej sygnowanej datą 1541. Przedstawiony tam zamek obejmuje zabudową całą wyspę. Nad zespołem dominuje główny budynek zamkowy, na lewo od niego znajduje się nieco niższy duży gmach ceglany. Poniżej zaznaczono liczną zabudowę i fortyfikacje, w tym wieże ceglane strzegące mostów.
Po sekularyzacji zakonu w 1525 roku ustało zagrożenie militarne ze strony Polski i Litwy. Ełcki zamek stał się siedzibą starostów książęcych, potem stał się także siedzibą sądów grodzkich. Utrata zagrożenia militarnego zaowocowała przebudową zamku w kierunku wygody i reprezentacyjności, która nastąpiła najpierw około poł. XVI w., a następnie na przełomie XVI i XVII w. W efekcie zamek zyskał wygląd pałacowy, nawiązujący do stylu renesansowego.
W 1656 zamek posłużył ludności Ełku za schronienie przed Tatarami i pozostałymi wojskami hetmana polnego litewskiego Wincentego Gosiewskiego. Choć pod pobliskimi Prostkami klęski doznały wojska szwedzko-brandenburskie, a miasto Ełk wraz z całą okolicą zostało całkowicie złupione przez Tatarów, to zamek pozostał niezdobyty. Mniej więcej z tego okresu zachował się widok miasta i zamku opublikowany w dziele Krzystofa Hartknocha "Altes und Neues Preussen..." z 1684 r. Przedstawiono zamek na wyspie do którego prowadziły mosty z obu stron. Zabudowania otaczał wysoki mur ze strzelnicami, spoza którego widać jedynie dachy budynków. Z badań wiemy, że w tym okresie zamek był o 1/3 większy od średniowiecznego budynku. W fasadzie posiadał dwa bliźniacze ryzality, nakryty był dachem z ozdobnymi szczytami. Wystrój elewacji dopełniały narożne boniowania oraz ozdobne obramienia otworów drzwiowych i okiennych. Od strony jeziora do ściany zamku dostawiona była ozdobna loggia. Zamek wyremontowano w 1696 r. o czym świadczy odkryta ostatnio data na elewacji wschodniej. W opisie sporządzonym w XVIII w. zwrócono uwagę na piękny widok roztaczający się z okien zamkowych. Zamek odwiedził król polski Władysław IV Waza, a także car Aleksander I. Od 1751 w zamku mieścił się Urząd Sprawiedliwości, a od 1782 Powiatowa Komisja Sprawiedliwości. W 1807 po zajęciu Ełku przez wojska napoleońskie w zamku gościł marszałek Francji Michel Ney. W 1818 w zamku zorganizowano Sąd Powiatowy i Grodzki. Po dużym pożarze 25 czerwca 1833 roku pozostały tylko mury zamkowe. W 1879 utworzono w zamku Sąd Krajowy i Powiatowy. W 1888 kompleks zamkowy przebudowano i zamek zaczął funkcjonować jako zakład więzienny. W 1889 usypano groblę łączącą wyspę zamkową z zachodnim brzegiem jeziora. Wybudowano mur z wieżami strażniczymi w narożnikach. W 1910 wybudowano nowy most łączący półwysep zamkowy z główną częścią miasta. W 1970 roku zamknięto więzienie w zamku.
8 czerwca 2010 roku lokalny przedsiębiorca zakupił kompleks zamkowy od miasta za cenę 1,75 mln zł. Zgodnie z warunkami umowy ma zmodernizować zamek w ciągu pięciu lat od daty zakupu, z przeznaczeniem na kompleks hotelowy.

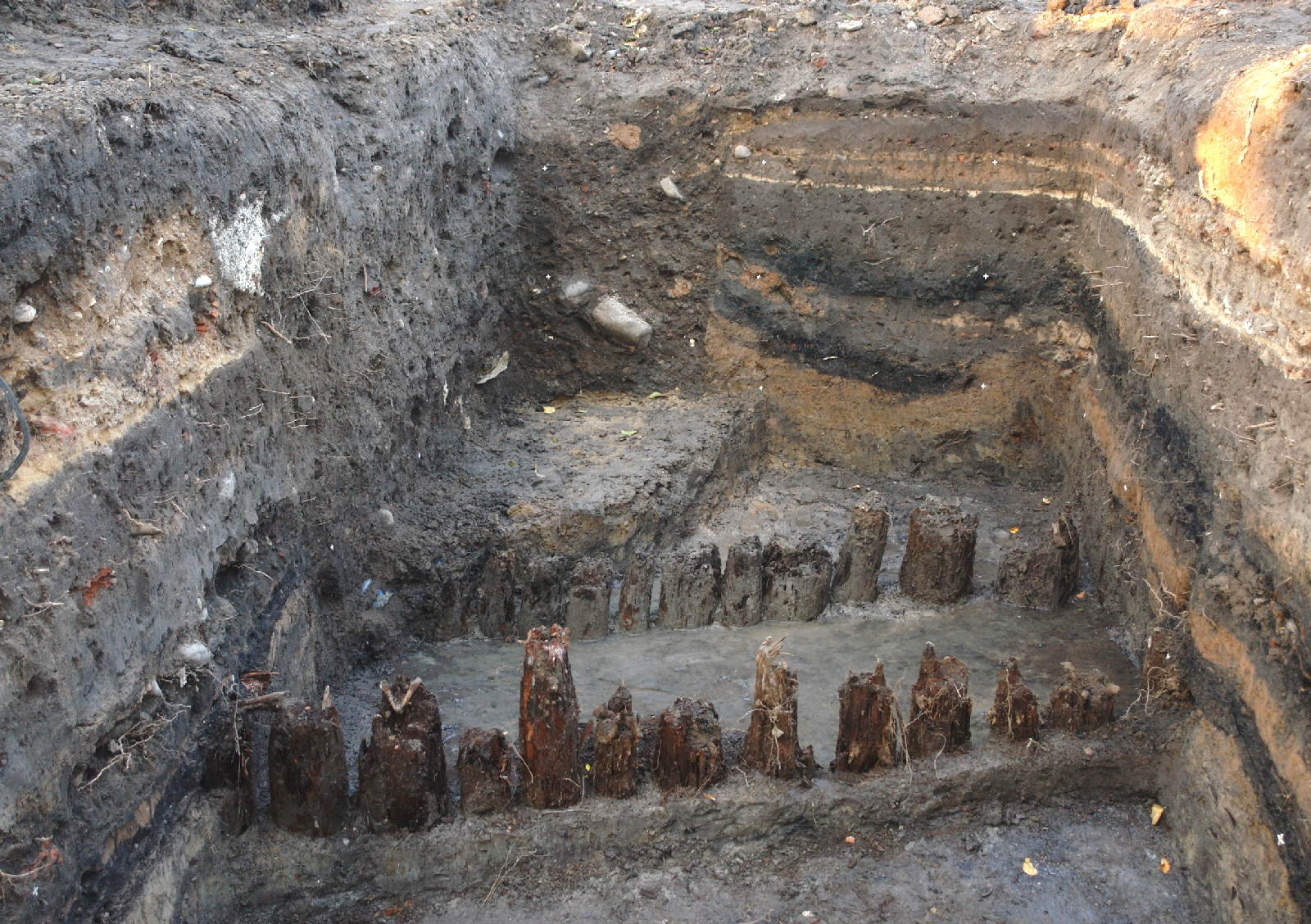
Pozostałości palisad odkrytych podczas badań archeologicznych na Wyspie Zamkowej w Ełku

W latach 2011 i 2012 na wyspie zamkowej przeprowadzono wykopaliska archeologiczne oraz badania architektoniczne i konserwatorskie. Badaniami kierował archeolog Radosław Herman,. Podczas badań stwierdzono, że dotychczasowe rekonstrukcje zamku, oparte w dużej mierze na szkicu Johanna Giese z 1827 r. są błędne. Na podstawie przeprowadzonych wykopalisk i analiz architektury zamku stwierdzono m.in., że:
- najstarszym elementem zamku była wieża mieszkalno-obronna, której mury zachowały się częściowo do dziś,
- wyspa nie była przecięta fosą na dwie połowy: wschodnią i zachodnią, natomiast szeroka i głęboka fosa otaczała główny budynek zamku,
- zasadnicza rozbudowa zamku datowana dotąd na 1497 r., nastąpiła bezpośrednio po zakończeniu wojny trzynastoletniej i objęła zamek, przedzamcze oraz fortyfikacje wyspy. Można przyjąć, że od tego czasu zamek objął cały teren wyspy. Od tego czasu zamek posiadał przynajmniej cztery kondygnacje nadziemne - parter i trzy piętra - oraz prawdopodobnie spichlerz na poddaszu. Nakrywał go dwuspadowy dach z ozdobnymi szczytami. Przy elewacji jeziornej posiadał przybudówkę-może wieżyczkę;
- zamek w średniowieczu nie posiadał murów obwodowych, a ich rolę pełniły rozbudowane konstrukcje palisadowe;
- przedzamcze (podzamcze) znajdowało się na wschód od zamku, a nie po zachodniej stronie wyspy;
- istotna przebudowa zamku nastąpiła około połowy XVI w. - dobudowanie ryzalitu zachodniego;
- kolejna przebudowa nastąpiła około 1600 r. Główny budynek zamku został całkowicie przebudowany. Obniżono go do dwóch pięter, a jednocześnie poszerzono na wschód o ok. 1/3 dodając drugi ryzalit w fasadzie. Zmieniono układ pięter we wnętrzach, przebudowano ściany okienne, tworząc nowe okna. Wejście umieszczono na osi budynku na parterze. Od strony jeziora do zamku dostawiono loggię obejmującą wszystkie piętra. Zamek już w formie pałacowej przykrywał dach z ozdobnymi szczytami na krótszych ścianach oraz nad ryzalitami. Otynkowano i ozdobiono elewację w stylu nawiązującym do renesansu. Zamek nadal otaczała fosa, ale wypłycona o funkcji ozdobnej, nad którą przerzucono murowany most. Istotnym zmianom uległa też cała zabudowa wyspy. Obszar wyspy powiększono przez nadsypanie. Mniej więcej w tym okresie wzniesiono także mur obwodowy. Zabudowa otaczała centralny plac, na którego prowadził też most do zamku.
- w końcu XIX w. główny budynek zamku znowu obniżono, elewacje uproszczono nadając im wystrój w duchu surowego klasycyzmu, analogicznie do wzniesionego obok gmachu więziennego. W takim stanie przetrwał do 1970 r. Na wyspie zabudowa ewoluowała. Usunięto mur obwodowy, powstały nowe budynki wypełniając przestrzeń[15][16].

W 2021 badacz kultury Dawid Jung zebrał i opublikował nieznane dotychczas "Legendy zamku ełckiego".

## Legenda o zamku
Legenda mówi, że zamek był połączony z miastem podziemnym tunelem, który biegł pod dnem jeziora Ełckiego … Były to czasy, kiedy wojska szwedzkie panoszyły się w Polsce, wspomagane m.in. przez najemników tatarskich. Po bitwie pod Prostkami Tatarzy zaatakowali Ełk. Miasto zostało splądrowane i spalone, a ludzi wzięto w jasyr. Część mieszkańców zdołała ukryć się na zamku ełckim, zanim Tatarzy przypuścili atak na miasto. Byli tam bezpieczni, ponieważ most wiodący do zamku spalono w obliczu zagrożenia, a innej możliwości dotarcia do zamku nie było. Nastał wieczór. Tatarzy rozbili obóz w lesie na pobliskim wzgórzu. Wojownikom wydano świąteczne przydziały kumysu, zwycięstwo pod Prostkami i sukces odniesiony w Ełku należało uczcić. Po świętowaniu wszyscy zapadli w kamienny sen. Wtedy to podziemnym tunelem ruszyła z zamku pomoc dla ełczan wziętych w jasyr. Więźniów znaleźli tuż przy tatarskim obozie. Wyzwoleni ełczanie wrócili podziemnym przejściem do zamku, gdzie radowali się po szczęśliwym zakończeniu akcji oswobodzenia … a Tatarzy dotąd nie wiedzą jakim cudem udało się zbiec więźniom i opowiadają sobie legendy, jedna bardziej niesamowita od drugiej.

## Galeria

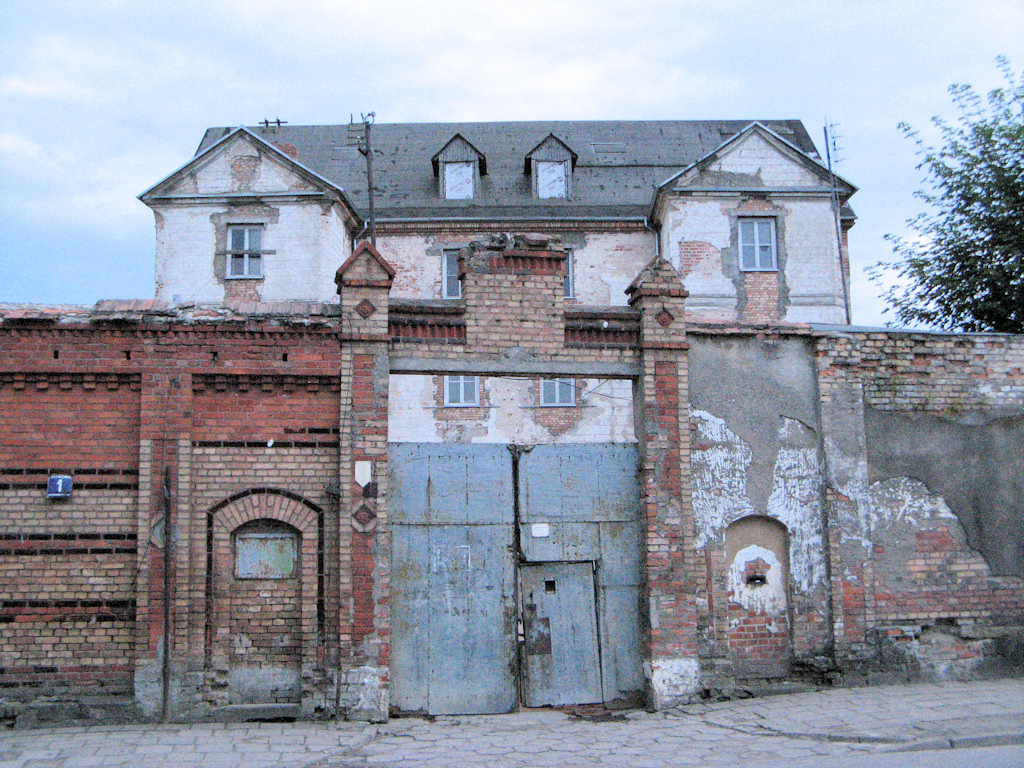
Zamek wraz z murem okalającym od strony ul. Zamkowej
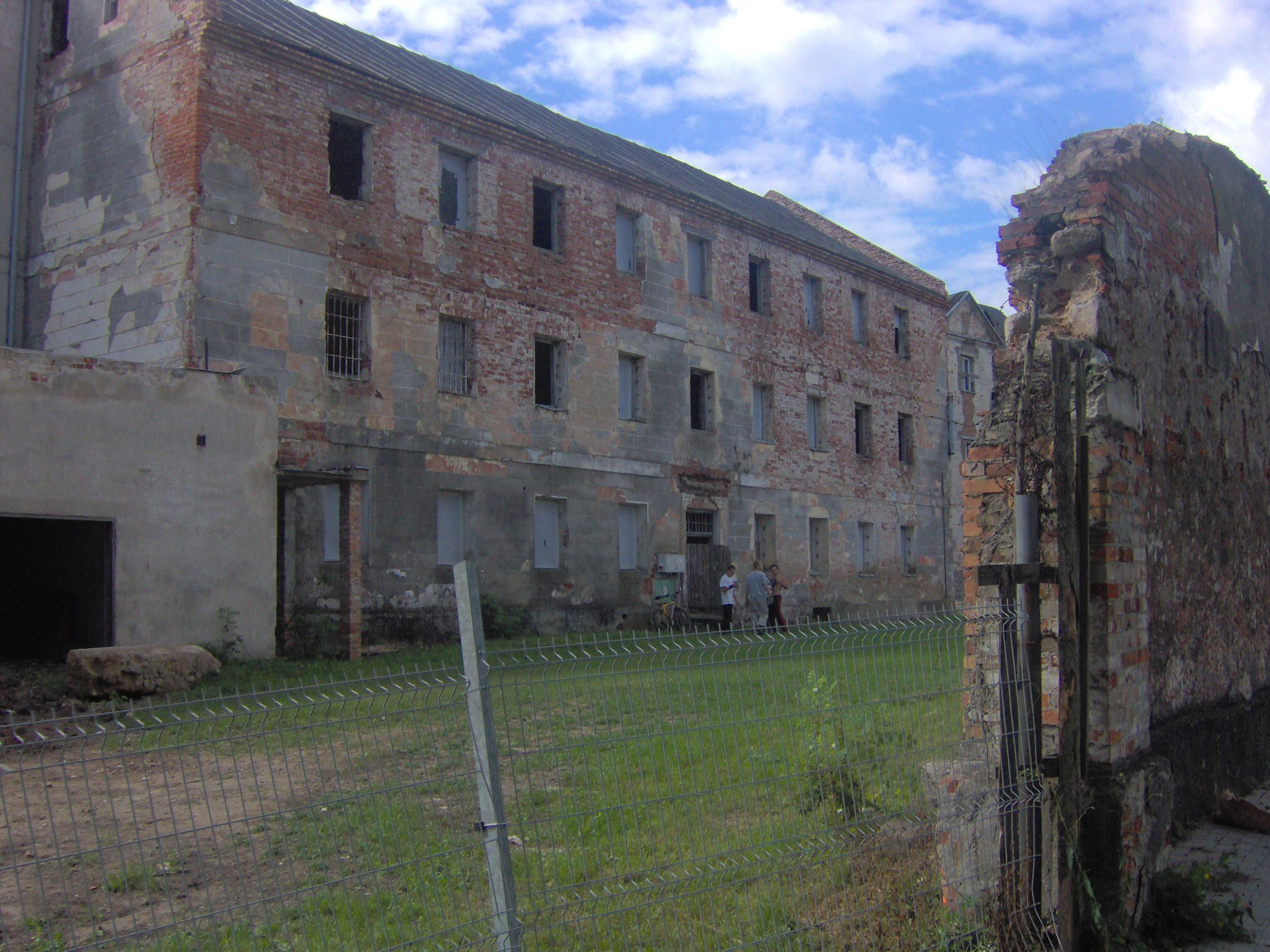
Podwórze
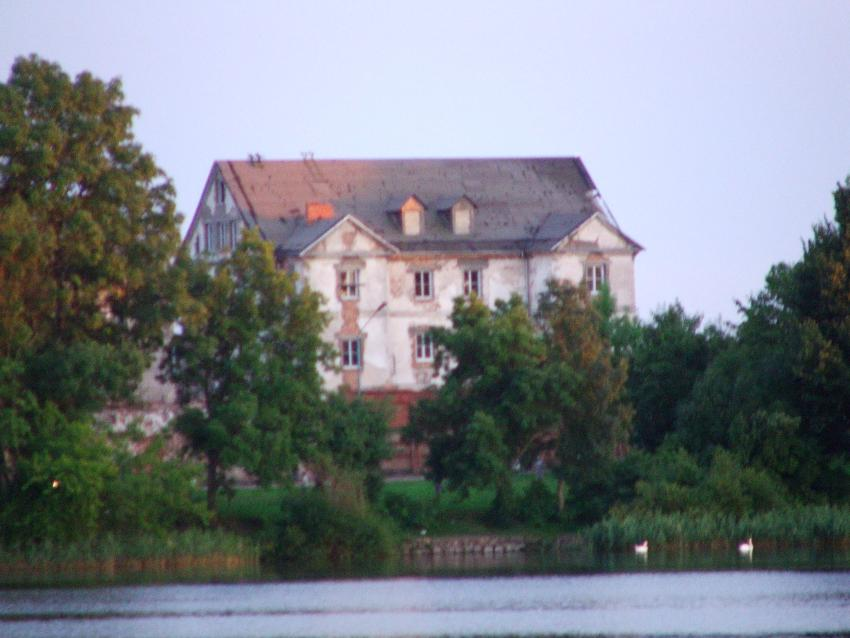
Widok z jeziora
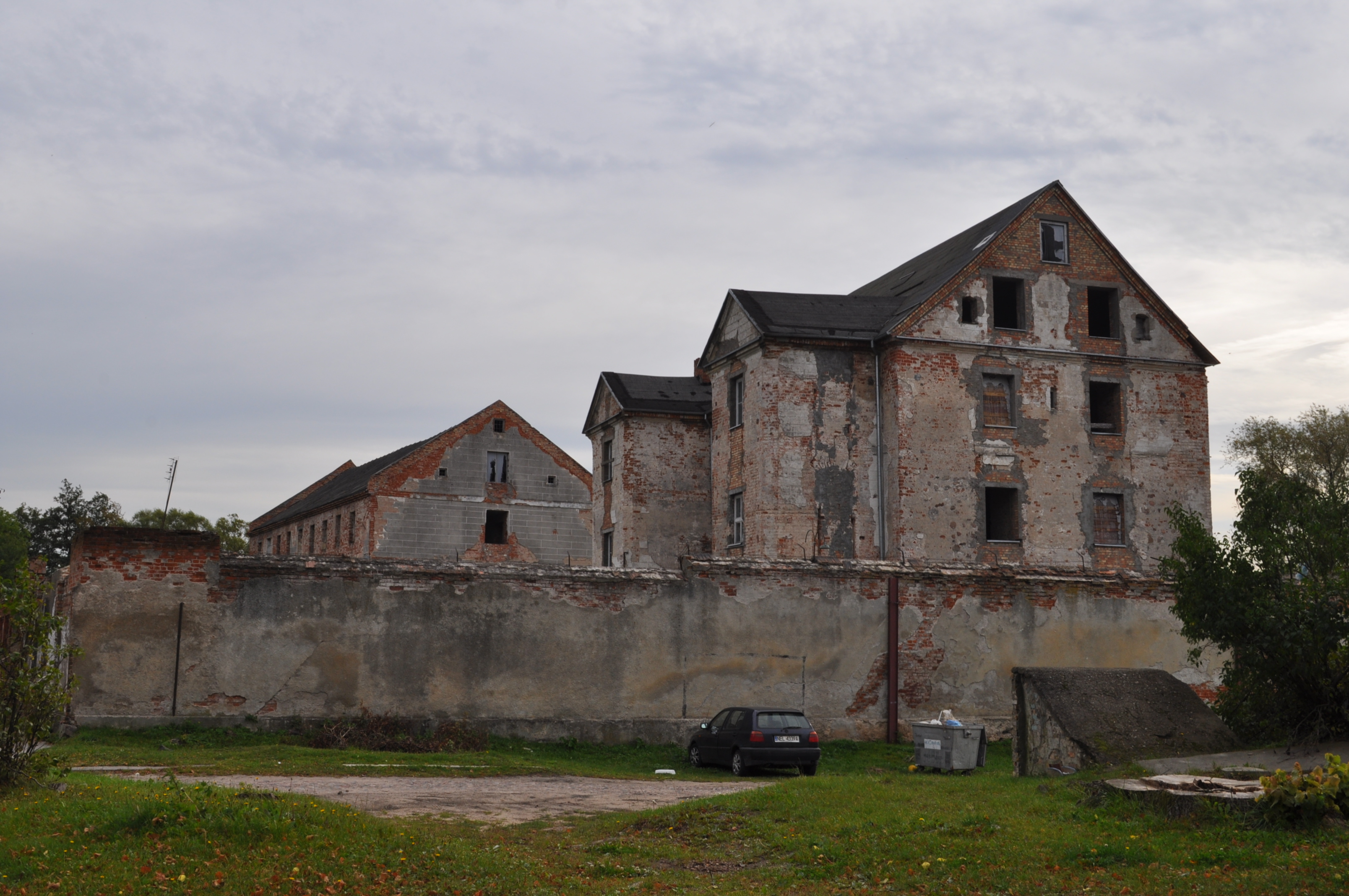
Widok kompleksu zamkowego od strony zachodniej
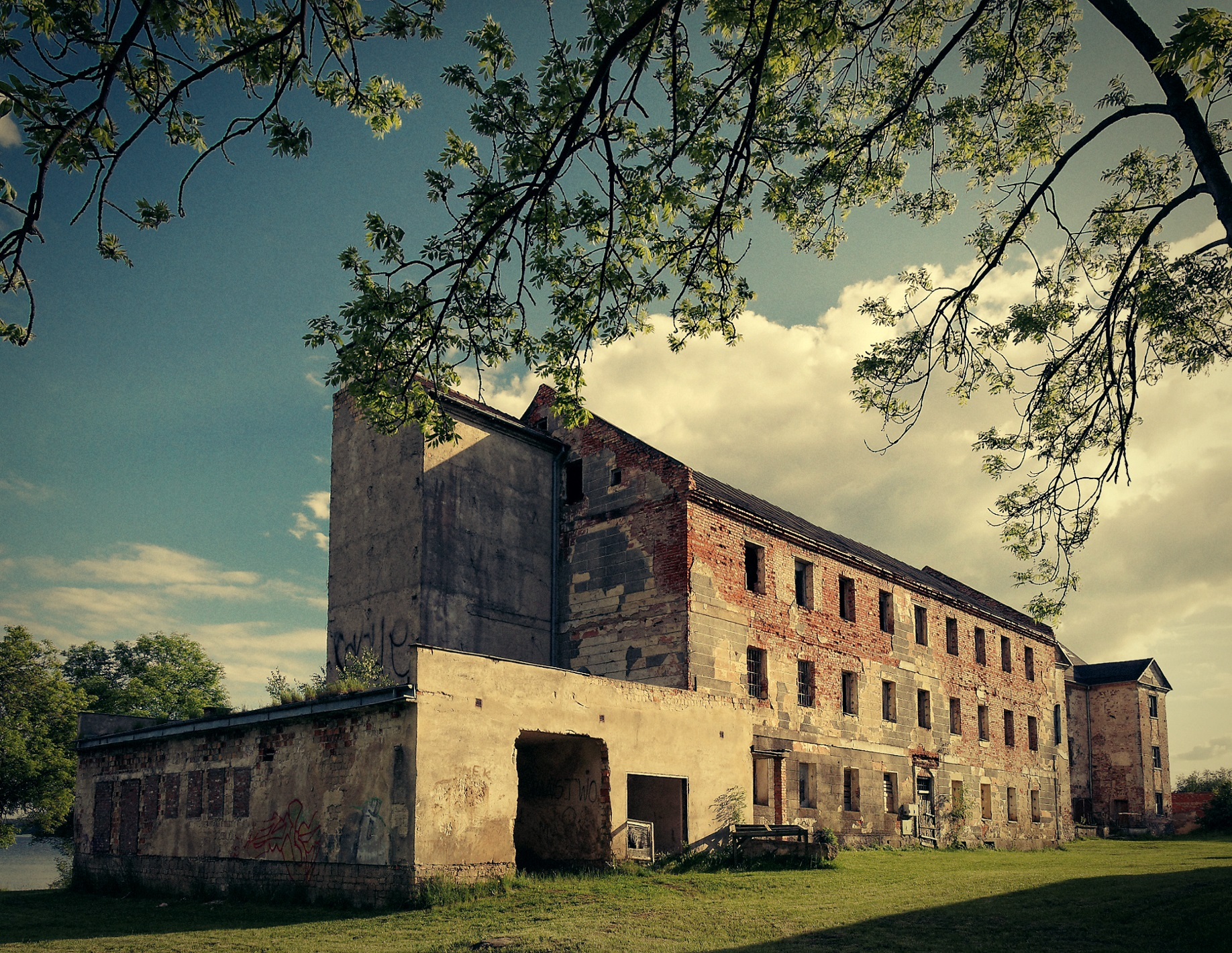